# Balthasar Anton Dunker
Balthasar Anton Dunker (Saal, 15 gennaio 1746 – Berna, 2 aprile 1807) è stato un pittore e incisore tedesco.

## Biografia
Nacque a Saal, nelle vicinanze di Stralsund il 15 gennaio 1746. Fu allievo di Jakob Philipp Hackert e di Vien, ed ebbe fama come incisore molto più che come pittore.
Realizzò incisioni su opere di Roos, Van der Does, Hackert, e Schutz. Nella sua produzione vi sono illustrazioni di libri e altri soggetti di vario genere. Produsse un ciclo di incisioni riguardanti costumi e scene di genere ambientate in Francia prima della Rivoluzione. Lasciò alcune eccellenti vedute, tra cui i "dintorni di Berna", e vedute di Leghorn. 
Morì a Berna il 2 aprile 1807, all'età di 61 anni.